# Унија, прогрес и демократија
Унија, прогрес и демократија (шп. Unión Progreso y Democracia, UPyD) је шпанска политичка партија основана у септембру 2007. године
Један од основних циљева партије је изградња федералног система власти у Шпанији и Европској унији, са јасно израженом одговорношћу локалних власти, аутономних региона, Шпаније и Уније. Партија се бори против било каквог облика национализма.
UPD је први пут на изборе изашла 2008. године. Освојили су 306.079 гласова или 1,2% што им је донело једно посланичко место.
Већина вођства странке долази из покрајине Баскија, и има корена у анти-ЕТА-ним грађанским организацијама.